# Rede Digital de Serviços Integrados
Rede Digital de Serviços Integrados (RDSI), Rede Digital Integrada de Serviços ou Rede Digital com Integração de Serviços (RDIS), do inglês Integrated Service Digital Network (ISDN), é um conjunto de padrões de comunicação para transmissão digital simultânea de voz, vídeo, dados e outros serviços de rede sobre os circuitos tradicionais da rede pública de telefonia comutada. Foi inicialmente definida em 1988 no livro vermelho do CCITT.  Antes da RDSI, o sistema telefônico era visto como um meio de transporte de voz, com alguns serviços especiais para dados. O recurso-chave da RDSI é que integra voz e dados nas mesmas linhas, adicionando recursos que não estavam disponíveis no sistema de telefonia clássico. Os padrões RDSI definem vários tipos de interfaces de acesso, como Basic Rate Interface (BRI), Primary Rate Interface (PRI), Narrowband ISDN (N-ISDN) e Broadband ISDN (B-ISDN).
RDSI é um sistema de rede de telefonia de comutação de circuitos, que também fornece acesso às redes de comutação de pacotes, projetado para permitir a transmissão digital de voz e dados sobre fios telefônicos de cobre, resultando em uma potencial melhor qualidade de voz do que um fone analógico pode fornecer. Ela oferece conexões de circuitos comutados (para voz ou dados) e conexões de pacotes comutados (para dados), em incrementos de 64 kilobit/s. Em alguns países, a RDSI encontra maior aplicação de mercado para acesso à Internet, no qual a RDSI normalmente fornece um máximo de 128 kbit/s de largura de banda tanto nas direções upstream quanto downstream. A ligação de canais pode alcançar uma taxa de dados maior, normalmente os canais B RDSI de três ou quatro BRIs (seis a oito canais de 64 kbits/s) são ligados.

## Acessos
Há dois tipos de acesso baseados em RDSI: BRI (Basic Rate Interface) e PRI (Primary Rate Interface).
O acesso Básico (BRI) possui dois canais B para transmissão de voz ou dados de 64 Kbps cada um e um canal D utilizado para sinalização de 16 Kbps.
A conexão BRI pode ser realizada até uma taxa de transmissão efetiva de 128Kbps, através de duas linhas de até 64 Kbps, que são usadas tanto para conexão com a Internet quanto para chamadas telefônicas de voz normais. É possível efetuar a conexão em apenas 64Kbps e deixando a outra linha disponível para chamadas de voz. Caso esteja conectado a 128 Kbps, ou seja, usando as duas linhas, não será possível realizar ou receber chamadas telefónicas. É possível também fazer duas chamadas telefónicas simultâneas, cada uma usando uma linha de 64 Kbps.
Esta taxa 128 Kbps ocorre pelo fato da comunicação com a central telefônica ocorrer de forma digital em todo o percurso, ao invés de forma analógica. Isto é explicado da seguinte forma: a largura de banda de uma linha analógica comum é de 4KHz, e numa linha ISDN este valor é de 128Kbps, fazendo com que os 4KHz de sinal não existam mais, pois a linha conectada com a central de telefonia não trabalha com sinais analógicos.
O acesso Primário (PRI) utiliza 30 canais B e um canal D.

## Uso
Geralmente é utilizado para interligação entre uma central telefônica e PABX. O protocolo DSS1 é um exemplo de sinalização utilizado nesse acesso.

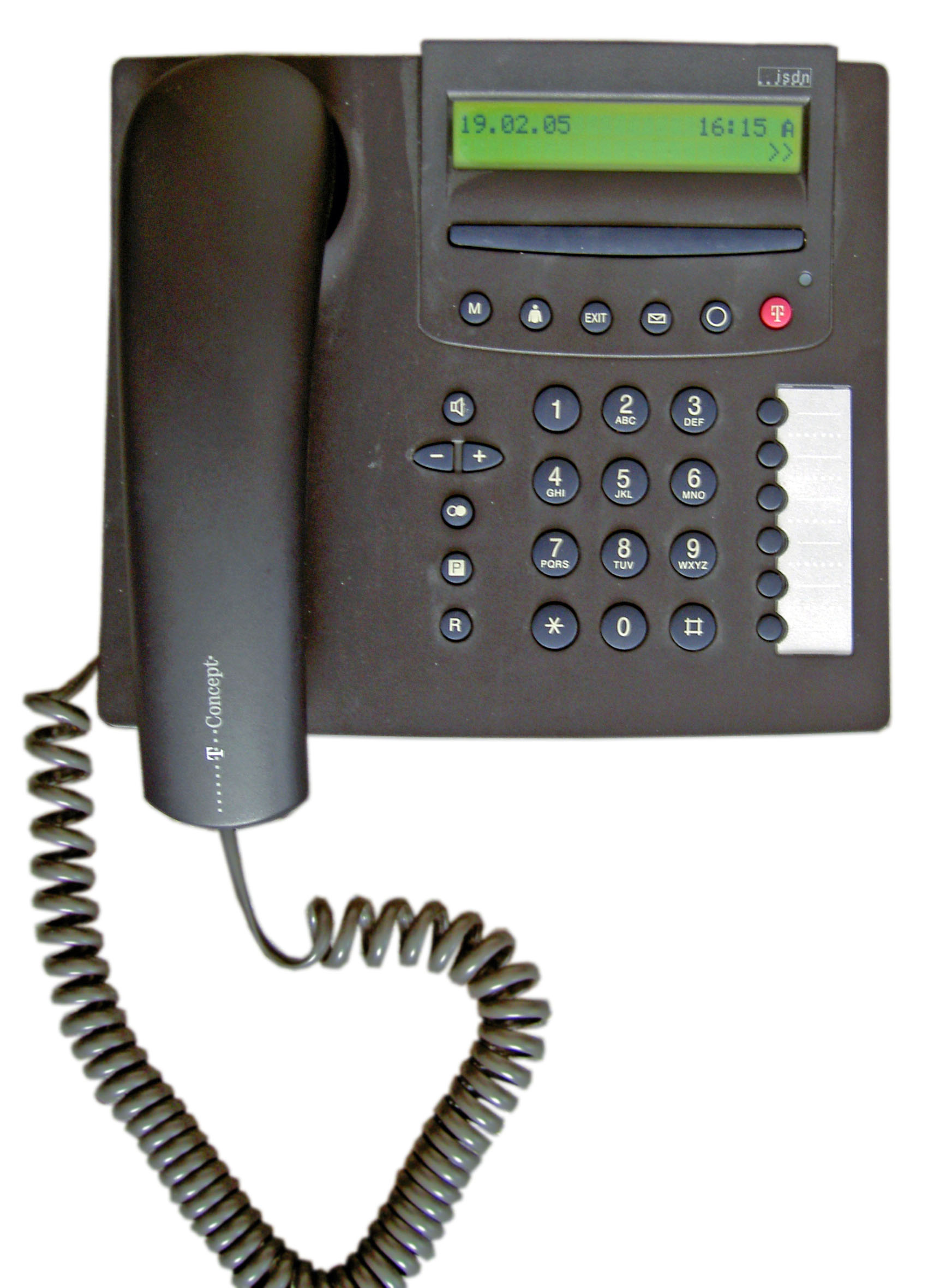
Telefone RDIS
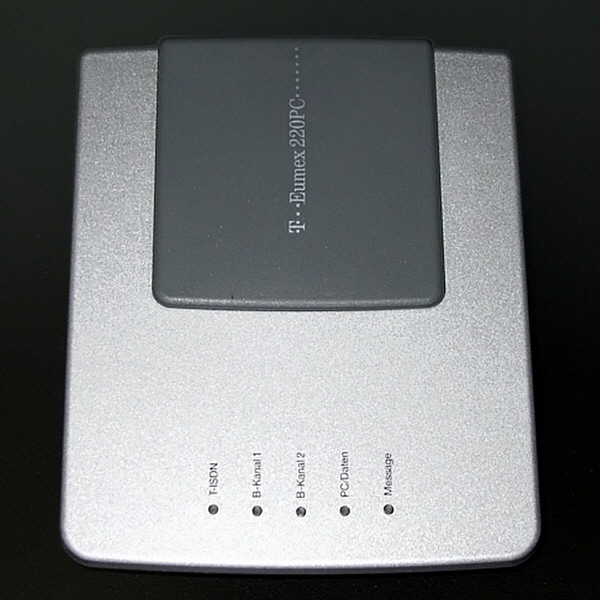
Visão frontal do RDIS Eumex 220PC